# デラべっぴん
デラべっぴん (英語: Deluxe Beppin) とは、英知出版（後にメディアックス）から出版されていたアダルト雑誌。

## 概要
1985年創刊。英知出版の『ベッピン』とともにアダルト雑誌の1つのフォーマットを作った。
創刊時からのキャッチコピーは「もっと女を愉しみたいマガジン」。体位講座他様々なエロシチュエーションを現実化。全盛期はフォト小説、フォト激画、フォト激情など、男女の性描写と官能小説で綴られる企画ページの他、質感あるヌードグラビアが人気を誇った。小森愛、三崎ちひろ、美穂由紀らがグラビアを飾った。
最盛期の部数は50万部を誇ったが、1990年代半ばに失速し、幾度かのリニューアルを経て、2004年12月25日に休刊。
2015年に、ジーオーティー運営のウェブサイト『デラべっぴんR』として復活している。
サブカルチャー誌としての一面も持ち、「エヴァンゲリオン」テレビシリーズ終了後、1996年6月26日発売の1996年8月号でいち早く特集を組んだことでも知られる。

## 企画ページ

### フォト小説
- 「第一弾・美人秘書の熱く濡れた夜」（出演：中沢慶子）
- 「第二弾・図書館の淫らな昼下がり」（出演：小林沙百合）
- 「第三弾・美貌のチアリーダーは慰め上手・欲望の裂け目」（出演：東山絵美）
- 「第四弾・美人DJの淫らな肢体　恥ずかしいけど私欲しいの」（出演：菊池典子）
- 「第五弾・産婦人科の淫らな指先・手術後の狂宴」（出演：井上あんり）
- 「第六弾・個人教授の危なげな放課後」（出演：水野さおり）
- 「第七弾・コンピュータ室に響く夜の叫び・インプットは激烈に」（出演：小暮麻美）
- 「第八弾・修学旅行の淫らな体験・熟れた肢体に誘われて」
- 「第九弾・誘惑のシャッター・暴かれたモデルの性癖」
- 「第十弾・ルームサービスの過激な愉しみ方」
- 「第十一弾・濡れた絵コンテ・女漫画家が見せる編集者との淫らな駆引き」（出演：橘美沙子）
- 「第十三弾・お嬢様の暴かれた素顔」
- 「第十六弾・採血の前に味わえる放出量3ccの快感！・下半身に気持ちいい愛の献血者」
- 「第十八弾・美奈子の白い太腿に残った陵辱の傷痕」

### フォト激画
- 「第一弾・密かに繰り広げられる美容師との淫らな危険遊戯・美容室痴態ストーリー」（出演：井上あんり）
- 「第二弾・チアリーダーのHな車内遊戯」
- 「第三弾・ウェイトレスのHな接客遊戯」
- 「第四弾・保健室での淫らなドキドキ遊戯　女子高生の危なげな身体検査」
- 「第五弾・美人歯科医の密かな愉しみ」
- 「第六弾・ハウス・マヌカンの危険な役得」
- 「第十二弾・涙とオツユで綴ったコマーシャルの舞台裏」
- 「第十三弾・泡まみれの女湯・ヌレ濡れ入浴会を覗く」
- 「第十四弾・女性ロックバンドの濡れたリハーサル」
- 「第十八弾・ラグビー部員を治療する好きモノ看護婦日誌・股間に妖しく潜む強烈な太い注射器」
- 「第十九弾・凄腕女編集長の性癖」（出演：美穂由紀）
- 「第二十弾・美人教師のお尻に残る卒業式の想い出」
- 「第二十三弾・女性徒の危ない身体測定」
- 「第二十五弾・恥態をさらけ出すお嬢様の暴かれたサークル合宿・女子大生の避暑体験」
- 「第二十六弾・カウンターの中は触り放題」
- 「第二十八弾・ビデオの試写で感じ始めた濡れた白い太腿」
- 「第三十一弾・想像を越えたOL達の淫らな行為・暴かれた化粧室」

### 性知識講座
- 「第二弾・性感機能の開発編・ウーマンズボディの解剖学的大研究」
- 「第五弾・入浴の効果利用・ウーマンズボディの生理学的研究」
- 「第六弾・抜かずの3体位　連射可能な怒涛のPOSE編」（出演：冴木直）
- 「第七弾・逆ソープテクニック・女の「体」操縦法」（出演：冴木直）

## 工作企画ページ
- ポップアップドール
- アクションボディドール
- オナマイド[7][8]

### グラビアページ
- 風写真帳（撮影：小沢忠恭）[7]
- 西遊記（撮影：西田幸樹）
- ギャルズ・ランジェリー大研究
- 一流モデルお見合い宣言
- スタニング・ギャルズ水着写真館
- 飛びっきりの素肌達
- ZAKURO

## エヴァンゲリオン特集
- 1996年8月号に「ぼくたちのエヴァンゲリオン体験。」とのタイトルで、モノクロの14ページ[9]の特集記事が載った。
- 監修は岡田斗司夫。
- 内容は、ストーリーなどの概要、アニメ史での位置づけ、庵野秀明の来歴、各界の反応、元ネタ解説、感想・コメント・評論、などからなった。
- 各テーマの見出しには「エヴァ文字」が用いられた。
- 氷川竜介、竹熊健太郎、大塚ギチ、伊藤伸平、唐沢俊一、伊藤剛らが文章を寄稿した。
- 吉田戦車、加藤礼次朗、唐沢なをき、江川達也、ほりのぶゆきらがコメントやイラストを寄稿した。
- 宮崎駿、富野由悠季、押井守の3人にコメントを求めたが、「見ていない」「コメントなし」などつれない反応であった。
- 元ネタ解説には「ウルトラマン」「サンダーバード」「犬神家の一族」などとの比較画像が載った。
- 特集記事内には成年雑誌的な画像などはなかったが、アダルト広告が2か所に掲載された。

## 関連人物
- ほうとうひろし
- 岡留玲（マンガ家）